# Torfowiec Dusena
Torfowiec Dusena (Sphagnum majus (Russow) C.E.O. Jensen) – gatunek mchu z rodziny torfowcowatych (Sphagnaceae). Występuje w Europie, Azji i Ameryce Północnej.

## Rozmieszczenie geograficzne
W Europie występuje najpospoliciej w północno-wschodniej części, przy czym jest rzadki na obszarach z klimatem o charakterze wyraźnie oceanicznym. W strefie arktycznej nie został odnotowany. W strefie borealnej rozproszony w zachodniej Norwegii, częstszy na wschodzie kraju, w Szwecji, Finlandii, północno-zachodniej i centralnej Rosji aż po Ural; w górach spotykany powyżej granicy drzew. W strefie klimatu umiarkowanego typowego występuje od Wysp Brytyjskich (choć tam rzadki i niepodawany z Irlandii) i północno-zachodniej Hiszpanii przez zachodnią i środkową Europę oraz południowy Półwysep Fennoskandzki po kraje bałtyckie, Białoruś, Ukrainę i centralną Rosję. Znany jest z Karpat, w tym z Tatr, oraz francuskich, szwajcarskich i austriackich Alp, choć najczęściej rośnie tam poniżej 1600 m n.p.m. W strefie okołośródziemnomorskiej podawany z Hiszpanii, Gór Dynarskich oraz Rumunii, lecz wszędzie tam jest rzadki. Nie jest znany ze strefy klimatu śródziemnomorskiego.
W Polsce jest rzadki, rozproszony i rośnie głównie w północnej części kraju. Znane są stanowiska z Sudetów, w tym najwyżej położone (1430 m n.p.m.) w Karkonoszach; zaobserwowany także w Kotlinie Orawsko-Nowotarskiej, na wysokości 601 m n.p.m.

## Morfologia i anatomia
PokrójTorfowiec średniej wielkości bądź dość duży (określany także jako duży), luźno ugałęziony, tworzący nieco tylko zbite darnie koloru żółtawego, żółtawozielonego, szarozielonego, brunatnozielonego, brudnozielonobrązowego, brązowego lub brudnobrunatnego, rzadko białawego lub fioletowo nabiegłego; w miejscach zacienionych, choć bardzo rzadko, darnie mogą być zielone. Większe rozmiary osiągają zazwyczaj formy wodne, które tworzą bardziej luźne darnie, te także z pokroju podobne do torfowca spiczastolistnego.
GłówkiDobrze wykształcone, spłaszczone do półkolistych, zbite (zwłaszcza w suchych warunkach). Gałązki główki są zakrzywione w różnych kierunkach.
PęczkiSkładają się z trzech lub czterech niezbyt zróżnicowanych gałązek, lekko strzelistych, ale bez wyraźnego punktu końcowego, do 20 mm długości.
ŁodyżkiCienkie, do 0,8 mm średnicy, bladozielone lub żółte, z dwu- lub trzywarstwową korą, niezbyt rozwiniętą, zbudowaną z rozdętych komórek bez porów. Cylinder wewnętrzny żółty. Łodyżki gałązek są zielone, czasami czerwonawe na końcu proksymalnym, z wyraźnymi komórkami retortowymi osadzonymi w korze, zazwyczaj podwójnymi, z nieznacznie uwydatnioną aperturą.
Listki łodyżkoweNieznacznie językowato-trójkątne (trójkątno-owalne), wklęsłe, z ostrym do nierówno ściętym szczytem; odstające od łodyżki lub luźno do niej przylegające. Komórki wodne są stosunkowo wąskie i wyraźnie pozbawione listewek po stronie wypukłej liścia.
Listki gałązkoweDuże, lancetowate, podłużnie lancetowate, jajowato-lancetowate, zakrzywione i pofalowane w okresach suszy, do 2,8 mm długości. Komórki wodne są długie, po stronie wypukłej liścia z licznymi, małymi, bezpierścieniowymi porami ułożonymi w nieregularnych rzędach bądź rozproszonymi, w przekroju poprzecznym przeważnie spłaszczone od strony wypukłej liścia, nieznacznie wypukłe po stronie wklęsłej. Po stronie wklęsłej pory są nieliczne. Komórki chlorofilowe w przekroju poprzecznym trapezowe, z dość grubymi ścianami, szersze po stronie wypukłej liścia.

## Systematyka i zmienność
Gatunek zaliczany jest do podrodzaju Cuspidata Lindb. Podrodzaj obejmuje przeważnie dużych rozmiarów torfowce hydrofilne o długich łodyżkach, tworzące głębokie i miękkie darnie. W podrodzaju tym najczęściej spotyka się formy zielone i żółtozielone, nieco rzadziej żółte i brunatne, nie występują natomiast formy czerwone.

## Ekologia i biologia
Rośnie na torfowiskach (od ombrotroficznych torfowisk wysokich po minerotroficzne torfowiska przejściowe, zalesionych lub otwartych), najczęściej w miejscach stale podtopionych – w wykopach (torfiankach), rowach i na okrajkach. Był także obserwowany na brzegach starorzeczy i jezior.

## Ochrona
Gatunek jest objęty w Polsce ochroną od 2001 roku. W latach 2001–2004 podlegał ochronie częściowej, w latach 2004–2014 ochronie ścisłej, a od 2014 roku ponownie objęty jest ochroną częściową, na podstawie Rozporządzenia Ministra Środowiska z dnia 9 października 2014 r. w sprawie ochrony gatunkowej roślin.